# Морозов, Всеволод Александрович
Всеволод Александрович Морозов (20 ноября 1891 г., Омск — 28 декабря 1979 г., г. Киселёвск Кемеровской области) — юрист, издатель и общественный деятель эмиграции в Харбине. Прожил более 30 лет в Китае — Харбине и других городах Маньчжурии, автор воспоминаний о эмиграции (частично опубликованы)
Старший сын мирового судьи, позднее товарища министра юстиции в правительстве А. В. Колчака Александра Павловича Морозова.

## Биография
Родился в ноябре 1891 года в Омске в семье интеллигенции. Отец — юрист Александр Павлович Морозов (1864—1943), известный в то время общественный деятель.
Всеволод окончил гимназию в родном Омске. В 1914 г. окончил юридический факультет Санкт-Петербургского университета.
Стал офицером, участником Гражданской войны.
В июле 1914 г. по мобилизации, как ратник ополчения I-го разряда, призван в армию. Его зачислили в ополченскую дружину, расквартированную в родном Омске.
27 апреля 1915 г. в Омске родилась дочь Галина — в будущем писательница Галина Всеволодовна Логинова. Вместе с женой и дочерью они жили в доме отца, члена Омской судебной палаты.
К 1917 г. В. А. Морозов — офицер в чине прапорщика, в должности командира роты.
В 1920 г. эмигрировал в Харбин.
Издательство Всеволода Морозова располагалась на ул. Коммерческая, 32.
С началом Великой Отечественной войны — убежденный «оборонец», издавал книги Монархического объединения и работы В. Ф. Иванова. Вел большую общественную работу в качестве председателя литературно-художественного кружка при Монархического объединения, ставшего позднее Литературно-художественным кружком им. Августейшего поэта К. Р.
В 1954 г. вместе с семьей он репатриировался в СССР. В 1958 г. в Ишимбае он начал писать воспоминания, но затем отложил их на несколько лет. В 1963 г. он приступил к созданию «Записок об эмиграции» (составляют несколько тетрадей и блокнотов)(РГАЛИ. Ф. 1337. Оп. 5. Д. 10-20).. Три тетради (датированы 1967—1968 гг.), озаглавлены «О событиях революции в Сибири».